# 273936 Tangjingchuan
273936 Tangjingchuan è un asteroide della fascia principale. Scoperto nel 2007, presenta un'orbita caratterizzata da un semiasse maggiore pari a 2,6021312 au e da un'eccentricità di 0,1825082, inclinata di 16,54220° rispetto all'eclittica.